# Roberto Rojas (football, 1957)
Pour les articles homonymes, voir Rojas.
 (novembre 2021).
Si vous disposez d'ouvrages ou d'articles de référence ou si vous connaissez des sites web de qualité traitant du thème abordé ici, merci de compléter l'article en donnant les références utiles à sa vérifiabilité et en les liant à la section « Notes et références ».
Roberto Rojas Garrido (né le 8 août 1957 à Santiago du Chili) est un footballeur chilien, gardien de but. Auteur d'une tricherie dans le cadre des qualifications pour le Mondial 1990, il a été suspendu à vie par la FIFA, sanction qui n'a été finalement levée qu'en 2001. 
Il était surnommé Le Cóndor. Il était considéré comme l'un des meilleurs gardiens de sa génération, en Amérique Latine.

## Biographie
Il est au cœur d'un incident resté célèbre le 3 septembre 1989 à l'occasion d'un match de qualification pour la coupe du monde 1990 entre le Brésil et le Chili à Rio de Janeiro. À la 67e minute, alors que le Chili est mené 1-0, il simule une blessure lorsqu'un fumigène lancé des tribunes tombe à quelques mètres de lui. Ses coéquipiers le transportent alors hors du terrain, en sang, et refusent de reprendre le match arguant du manque de sécurité. Quelques jours plus tard, la supercherie est démasquée par la vidéo. Il est établi que Rojas avait prémédité l'incident. En effet il avait caché un scalpel dans son gant et s'était entaillé l'arcade à l'aide de cet objet dans le but de gagner la rencontre sur tapis vert.
La FIFA donne alors le match gagné 2-0 sur tapis vert au Brésil et le Chili se voit exclu pour les éliminatoires de la coupe du monde 1994. Quant à Rojas, il est suspendu à vie des terrains.

## Équipe nationale
- 49 sélections en équipe du Chili entre 1983 et 1989[1]

## Annexe